# Kamenivo

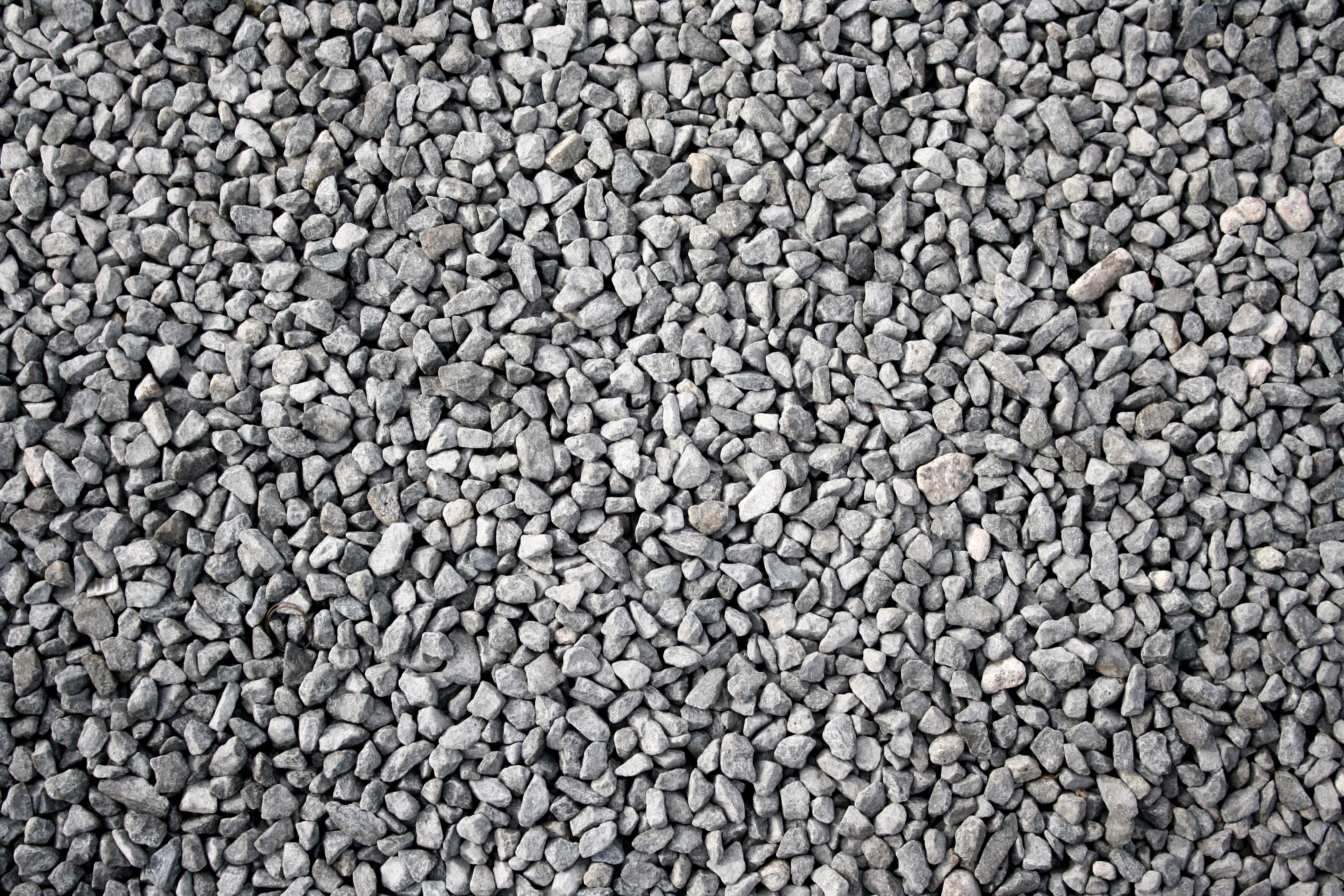
Kamenivo – štěrk

Kamenivo je zrnitý materiál přírodního nebo umělého původu, určený pro stavební účely. Používá se např. při výrobě betonu, malt nebo dalších stavebních hmot. Při výrobě betonu je kamenivo hlavní složkou (tzv. plnivo), která má v betonové směsi nosnou funkci. Maximální velikost zrn v betonové směsi je 125 mm. Požadavky na kamenivo jsou pevnost, trvanlivost, nenasákavost, tvarový index a humusovitost. Dále nesmí obsahovat slídu, jíly, síru, hlinité a odplavitelné částice.